# 皮质酮
皮质酮（11β,21-二羟基孕烯-3,20-二酮）是一种糖皮质激素类二十一碳甾体激素，由肾上腺的皮质产生出来。

## 附加图片

类固醇生成（繁體）
类固醇生成（簡體）
脱氧皮质酮
醛固酮